# Idaea vacillata
Idaea vacillata är en fjärilsart som beskrevs av Walker 1862. Idaea vacillata ingår i släktet Idaea och familjen mätare. Inga underarter finns listade i Catalogue of Life.